# Jeanne Hachette
Pour les articles homonymes, voir Hachette, Fourquet et Laisné.
Jeanne Laisné, dite Jeanne Fourquet au XVIe siècle, et plus connue sous le surnom de Jeanne Hachette à compter du XVIIe siècle, née à Beauvais hypothétiquement vers 1454 et décédée à une date inconnue, est une figure emblématique de la résistance beauvaisienne face à Charles le Téméraire, duc de Bourgogne. Plus précisément, elle aurait repoussé une attaque bourguignonne sur la ville de Beauvais avec une hachette, d'où le rang d'héroïne française auquel elle est souvent élevée.

## Biographie

### Origines familiales
Elle serait née dans l'actuelle rue Jeanne-Hachette. Fille de Mathieu Laisné, un bourgeois,,, et, d'après certains auteurs, ancien officier supérieur des gardes du palais de Louis XI tué à la bataille de Montlhéry. Selon une autre version, la tradition beauvaisine, elle aurait conservé le nom de sa mère,.

### Circonstance: politique de Charles le Téméraire
En 1472, Charles le Téméraire envahit le Nord du royaume de France, aidé par Jean II d'Alençon. Il dispose de plus de moyens financiers, de plus de soldats et d'une meilleure artillerie que Louis XI, mais ses troupes, harcelées par l'armée royale, s'épuisent en assaillant de petites places fortes. En effet, comme le duc de Bretagne François II tente simultanément d'attaquer le royaume de France, Louis XI et la moitié de l'armée royale doivent lutter contre les Bretons, sans que ces derniers ne passent la frontière du duché d'Anjou.

### Le siège de Beauvais et le geste héroïque de Jeanne Hachette
Le 27 juin 1472, le duc de Bourgogne met le siège devant Beauvais. La ville était sans garnison, mais les habitants montèrent aux remparts pour défendre leur cité. Hommes et femmes combattirent de concert.

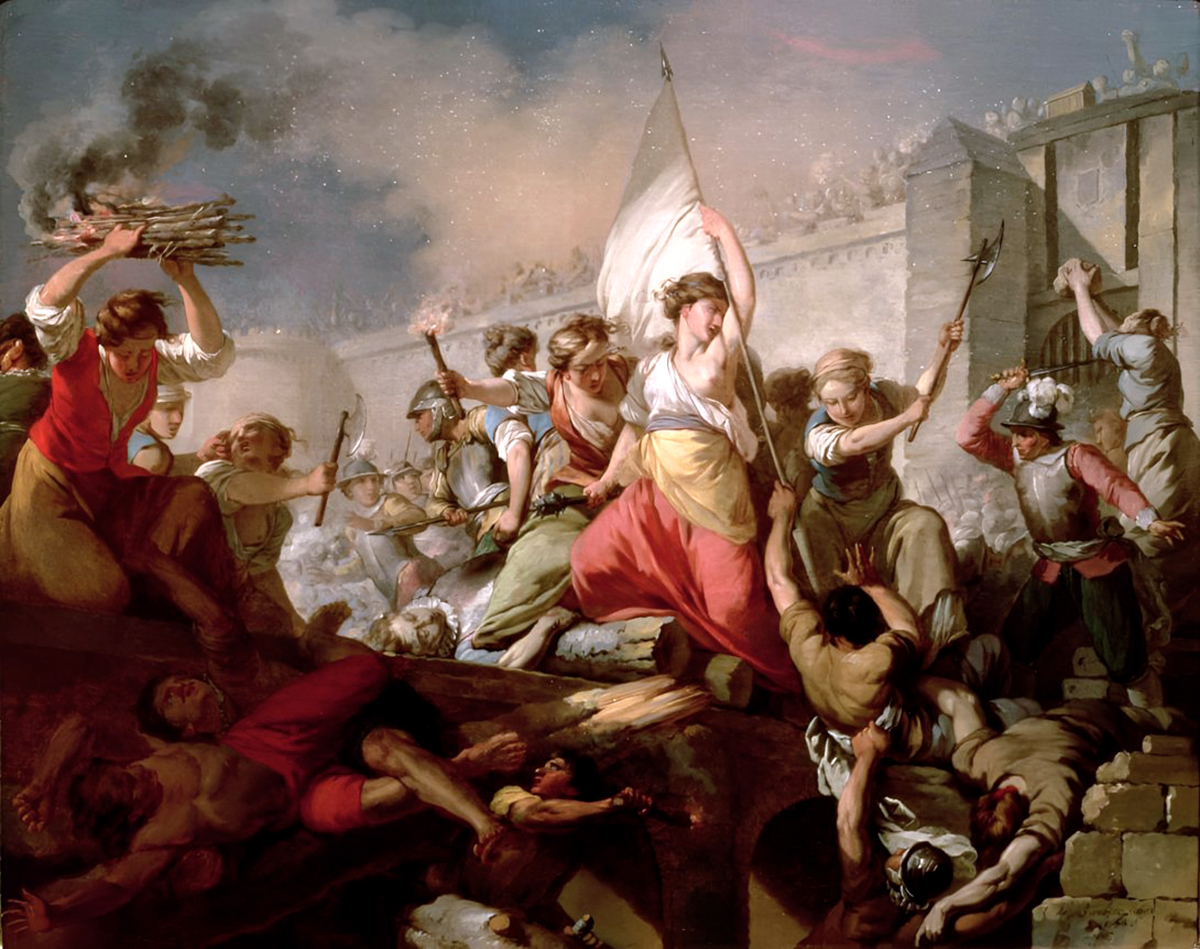
Jeanne Hachette au siège de Beauvais en 1472, toile de Barbier l’aîné, 1781.

Jeanne Laisné, jeune habitante de la ville, saisit une hache pour repousser un Bourguignon qui sautait de son échelle lors de l'assaut du 9 juillet. Enhardies, les femmes de la ville portèrent poudre et armes aux combattants. Il est assez possible qu'elles-mêmes combattissent sur les remparts, tout comme Jeanne Laisné,. Ainsi les 80 000 assaillants furent-ils repoussés le 22 juillet, et l'avancée de Charles le Téméraire fut empêchée net.

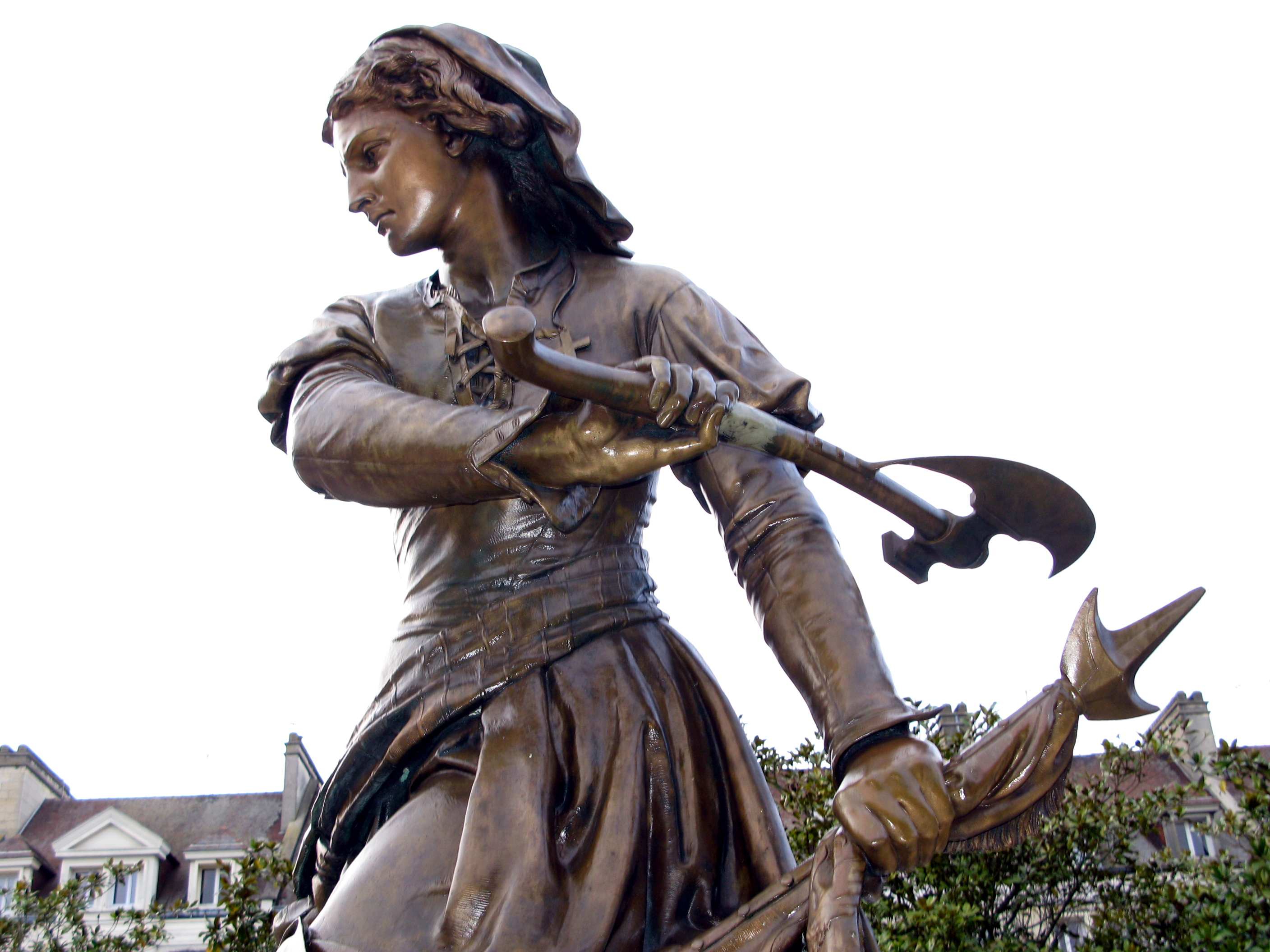
Vital Gabriel Dubray, Monument à Jeanne Hachette (1851, détail), Beauvais.

L'armée royale avait déjà réussi à couper les lignes de ravitaillements des Bourguignons et les renforts étaient très bien organisés par ordonnance du roi. Cependant, ce siège fit remarquer et prouva que les bourgeois, notamment les femmes dont Jeanne Laisné, étaient effectivement capables de défendre une ville royale avec leur courage, car la ville de Beauvais avait dû se défendre seule pendant longtemps,,.

## Hommage royal

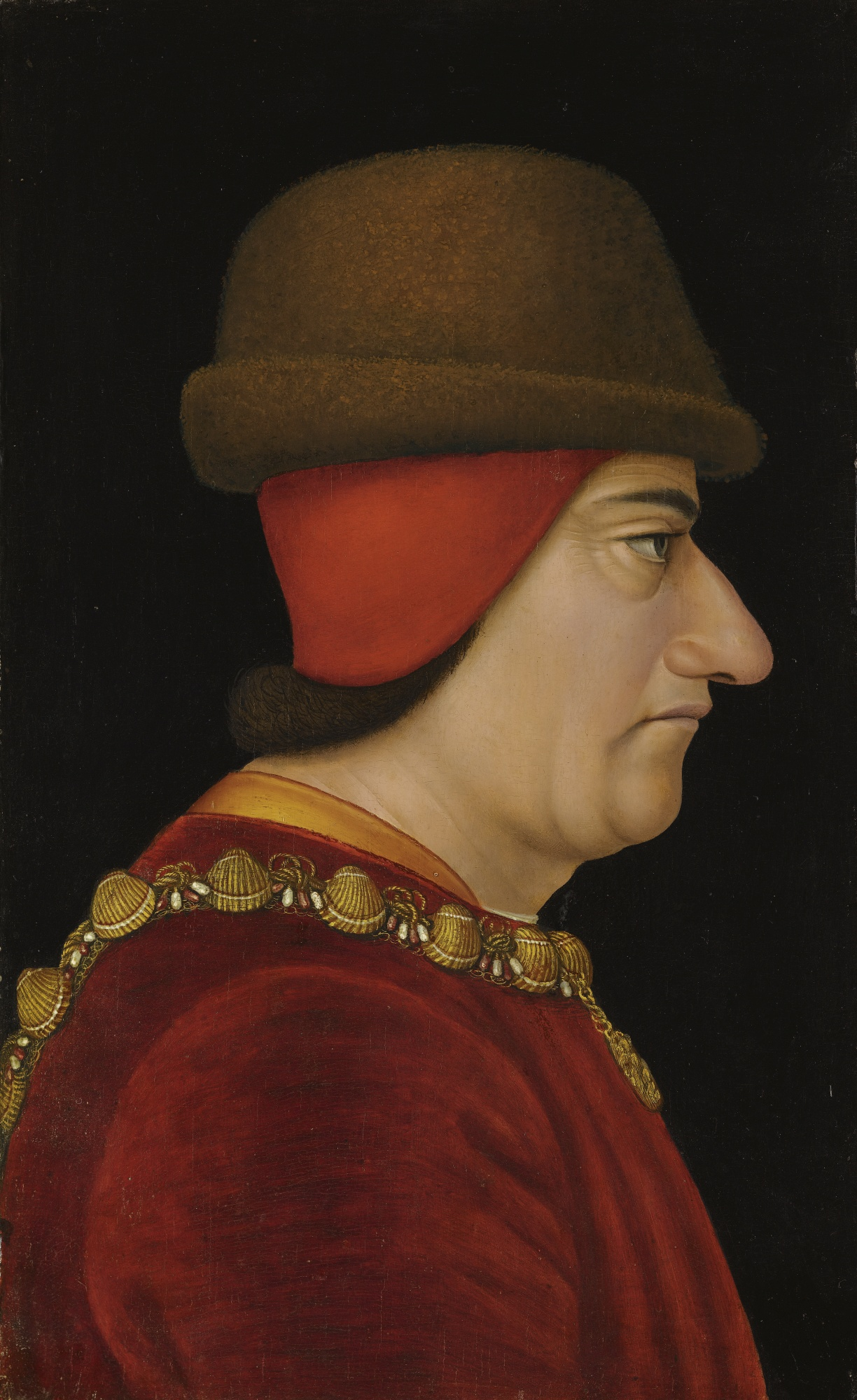
Le roi de France.

Le roi de France Louis XI institua en son honneur la procession de l'Assaut.
À cette occasion, les femmes précèdent les hommes dans le cortège. De plus, toutes les filles de Beauvais étaient autorisées, dès 1473, de mettre les ornements permis exclusivement aux femmes nobles, lors de leur mariage. Ces autorisations furent directement données, d'abord en juin 1473, par ordonnance de Louis XI :

« … , [nous] avons en outre voulu et ordonne que icelles femmes aillent d'ores en avant en la procession, ... et en oultre, toutes les femmes et filles qui sont a present et seront cy-apres en ladicte ville, se puissent et de chacune d'icelles a tousjours, le jour et sollempnite de leurs nopces, et toutes autres foiz que bon leur semblera, parer, vestir et aourner de tels vestements, atours, paremens, joyaulx et aornemens que bon leur semblera, ... Donne a Amboise, au moys de Juin, l'an de grace mil CCCC soixante treize, et de nostre regne le douziesme. Ainsi signe : Par le Roy, le Comte de Dunois, le Vicomte de Narbonne, le sire de Linierez, Guyot Pot, bailli de Vermandois et autres presens. FLAMENG. »

— Archives nationales, JJ194, fol. 207 vo, no 369
  
 
La volonté du roi était si profonde qu'une autre lettre destinée aux habitants de Beauvais fut à nouveau expédiée le 9 août :  

« De par le roy.
Tres chiers et bien amez, nous vous envoyons par ce porteur noz lettres patentes, par lesquelles nous avons decerne et ordonne une procession, messe et sermon selennelz doresenavant par chascun an estre faitz et celebrez perpetuellement et a tousjours en nostre ville de Beauvais le jour et solennite de Madame saincte Agadresme, a la louenge de Dieu, nostre createur, et de ladicte tres glorieuse saincte, en recordacion et memoire de la procession faicte en icelle ville, en laquelle le corps et tres precieux reliquiaire d'icelle saincte fut deffere et exore singulierement par les femmes, lorsque les Bourguignons, en l'annee derniere passee, s'efforcoient par plusieurs assaultz surprendre et mectre en leur obeissance ladicte ville ; ......... ; pour quoy nous avons bien voulu et ordonne que lesdictes femmes aient et que les souffrez doresenavant joyr des octroy et preeminences declarees en nosdictes lectres. ......... Donne a Alencon, le neufviesme jour d'aoust. LOYS. FLAMENG »

« A noz tres chiers et bien amez les maire, eschevins, pers, bourgeoiz, manans et habitans de nostre bonne ville de Beauvais »

— Archives de Beauvais, EE 7, no 23 ainsi que Bibliothèque nationale, Collection de Picardie, vol. 163, fol. 38

## Lieux de mémoire

### Fêtes Jeanne Hachette
Beauvais : tous les ans, le dernier week-end de juin, sont organisées les Fêtes Jeanne Hachette (ou Fêtes de l'Assaut) qui consistent en des défilés en costumes d'époque, organisés par l'association Les Amis des Fêtes Jeanne Hachette.

### LeMonument à Jeanne Hachette(1851)

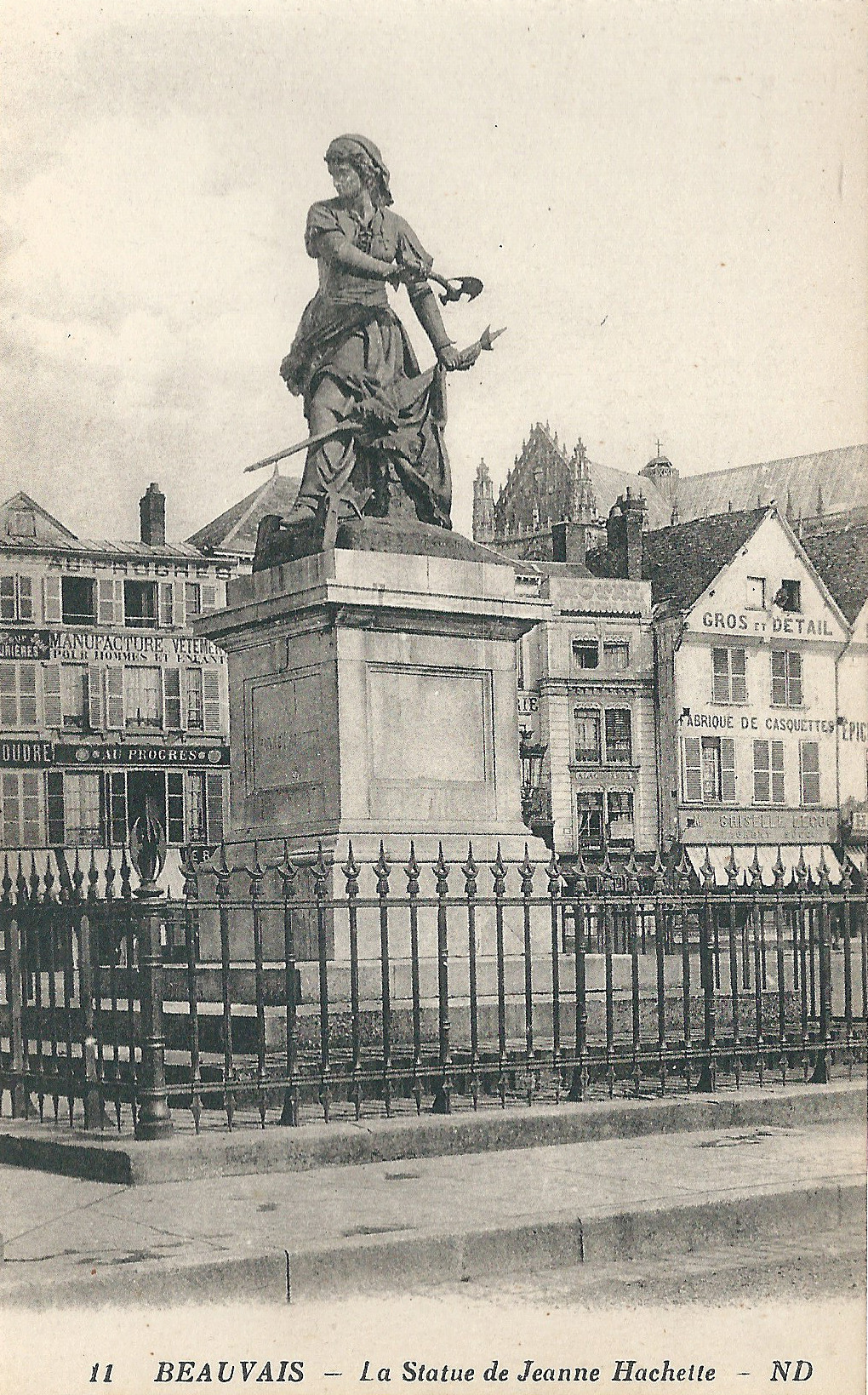
Vital Gabriel Dubray, Monument à Jeanne Hachette (1851) à Beauvais. Vue de 1914 avec le piédestal d'origine, carte postale Neurdein.

Un monument dédié à l'héroïne, œuvre de Vital Gabriel Dubray, a été érigé place Jeanne Hachette, face à l'hôtel de ville de Beauvais. Lors de son inauguration en 1851, des musiciens y chantèrent la Cantate à Jeanne Hachette, jouée par 734 musiciens, une œuvre de Sigismond von Neukomm originaire de Salzbourg.
De nos jours, plusieurs fanfares européennes se produisent sur la même place.

### Autres lieux de mémoire
- Un des lycées de la ville porte le nom de lycée Jeanne-Hachette[22].
- La Grand-Place de Beauvais porte le nom de Jeanne Hachette ainsi qu'une rue de la ville.
- Il existe d'autres établissements pédagogiques dans d'autres villes de la région, comme l'école maternelle publique Jeanne-Hachette à Rouen[23].
- À Paris, au palais du Luxembourg, siège du Sénat, un palier desservant notamment la salle des conférences et l'annexe de la bibliothèque porte le nom de palier Jeanne-Hachette.

## Débat sur l'existence réelle de Jeanne Hachette
La mémoire de Jeanne Hachette fut réactivée en 1920, au moment de la canonisation de Jeanne d'Arc, par les républicains partisans de la laïcité. L'image de Jeanne Hachette proposait en effet un équivalent non explicitement confessionnel de Jeanne d'Arc. L’action décisive des femmes de Beauvais faisait l’unanimité parmi les historiens, mais des voix remettant en cause l’authenticité des exploits attribués à Jeanne Hachette s’élevaient au XIXe siècle. Dans un article intitulé « Les on-dit de l’histoire. Jeanne Hachette » et paru dans le journal L'Assemblée nationale du 19 février 1850, l'érudit Paulin Paris nia même l’existence de Jeanne Hachette, signalant qu'aucun auteur du XVe siècle n'en parlait et que le premier ouvrage à en faire état était l'Histoire de Navarre d'André Favyn, parue en 1612,.
Si c'étaient principalement des écrivains spirituels, dont Paulin Paris, qui mettaient en doute l'existence de Jeanne Laisné, les membres du clergé et en particulier tous les évêques de Beauvais la défendirent.
Le nom de Jeanne Laisné se trouve effectivement dans des documents du XVe siècle. D'une part, il s'agit de la Compendium super Francorum gestis (1497), chronique de Robert Gaguin,.
D'autre part, en tant que documents plus importants, il existe des lettres patentes de Louis XI datées le 22 février 1474 de Senlis, concernant le mariage de « nostre chiere et bien amee Jeanne Laisne » et de Colin Pilon. Avant l'expédition de ces lettres, le roi séjournait à Beauvais, au moins à partir du 28 janvier jusqu'au 5 février. Si Jeanne Laisné n'avait pas demeuré encore à Beauvais en 1474, Louis XI n'aurait pas pu les expédier. De plus, les lettres suggèrent que cela pourrait être le roi qui organisa ce mariage. Le roi revint encore à cette bonne ville du 27 juillet au 2 août 1475. Donc, il est probable que la célébration de leur mariage fut tenue soit en 1474 soit en 1475.

Dans « Les effacé(e)s de l'Histoire (3/6) : Jeanne Hachette, la guerrière », article paru dans le journal Le Monde le 30 juillet 2008, Philippe-Jean Catinchi et Josyane Savigneau expliquent : 

« Dans une récente biographie de Charles le Téméraire (1433-1477) due à Henri Dubois (Fayard, 2004), elle n'est pas mentionnée, fût-ce pour récuser son existence historique. Elle était pourtant, depuis des siècles, une héroïne. Jusqu'au cinéma, dans le film Le Miracle des loups, de Raymond Bernard, en 1924. Mais elle avait disparu dans la version tournée par André Hunebelle en 1961.

A-t-elle donc vraiment existé ou est-elle seulement la figure mythique symbolisant la mobilisation des femmes et des jeunes filles de Beauvais face à l'agresseur ? Pour le biographe du Téméraire, la réponse semble certaine. Au moins aurait-il pu ne pas totalement effacer cette Jeanne-là, partir de sa légende, revivifiée au XXe siècle, quand, en 1920, Jeanne d'Arc est canonisée. Pour la gauche anticléricale, Jeanne Hachette devient alors le pendant laïque de la Pucelle. »

L'hypothèse journalistique doutant de l'existence de Jeanne Hachette ne semble pas avoir eu de suites. Du reste, pratiquement tous les biographes modernes de Louis XI, y compris professeurs des universités, la mentionnent,,,,,,.

Les lettres patentes de Louis XI expédiées en 1474 (Ordonnances des rois de France de la troisième race, tome XVII, p. 583) précisent et résument définitivement ce personnage et ce qui se passa : 

« ...l'annee derniere passe, par nostre chiere et bien amee Jeanne Laisne, fille de Mathieu Laisne, demeurant en nostre ville de Beauvais, a l'encontre les Bourguignons, nos rebelles et desobeissans subgects, qui, ladicte annee, s'efforcerent surprendre et gagner sur nous et nostre obeissance par puissance de siege et d'assaux nostredicte ville de Beauvais, tellement que, en donnant lesdicts assaux, elle gagna et retira devers elle ung estendart ou banniere desdicts Bourguignons, ainsi que nous, estant dernierement en nostredicte ville, avons este de ce deuement informes, nous avons, pour ces causes et aussi en faveur du mariage du Colin Pilon et elle,.........Donne a Senlis, le vingt deuxiesme Fevrier, l'an de grace mil CCCC soixante treize, et de nostre regne le treiziesme (1474 en raison d'avant Pâques). »

Certes, le temps fit oublier ces documents contemporains de Jeanne Hachette. Son absence dans des dossiers anciens possède une longue histoire. En effet, des historiens préféraient les Bourguignons jusqu'au XVIIIe siècle. Ces privilèges, octroyés par Louis XI et destinés aux bourgeois, étaient tellement exceptionnels que les décisions du roi provoquaient une incompréhension totale des nobles. Il ne faut pas oublier que Louis XI était un roi qui détestait les nobles et préféraient les bourgeois. Ces privilèges, c'était un symbole de la politique de Louis XI. Promotion de Jeanne Hachette aussi.

## Œuvres sur Jeanne Hachette

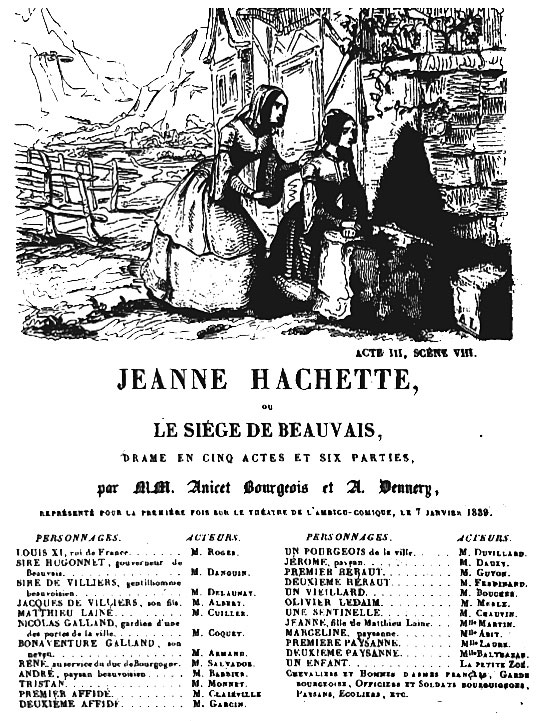
.

### Littérature
- Araignon, Le Siège de Beauvais ou Jeanne Laisné, tragédie en cinq actes (1764), non jouée mais imprimée (1766)[39].
- Donatien Alphonse François de Sade, Jeanne Hachette, tragédie en cinq actes (1791), lue à la Comédie-Française le 24 novembre 1791.
- Philéas Lebesgue, La Ville assiégée ou la légende de Jeanne Hachette, mystère dramatique en trois épisodes, calligraphie des titres R. Biet, frontispice de Roger Bréval, R. Biet, 60 exemplaires, 1922, 64 p.
- J. J. M. Duperche, Jeanne Hachette, ou Héroïne de Beauvais, drame en trois actes (1822).
- Fanny Dénoix des Vergnes (1798–1879), Jeanne Hachette, ou le siège de Beauvais, poème (1835).
- Auguste Anicet-Bourgeois et Adolphe d'Ennery, Jeanne Hachette, ou le siège de Beauvais, drame en cinq actes et six parties (1838).
- Sylvie Binet. Jeanne Hachette - L'héroïne de Beauvais. (Editions Tallandier 1995)

### Musique
- Sigismond von Neukomm (1778–1858), La Cantate à Jeanne Hachette (1851).
- Philéas Lebesgue (1869–1958), Cantate à Jeanne Hachette, musique de Bourgault-Ducoudray, Paris, Éd. Gallet (1913)[40].

### Jeu de cartes

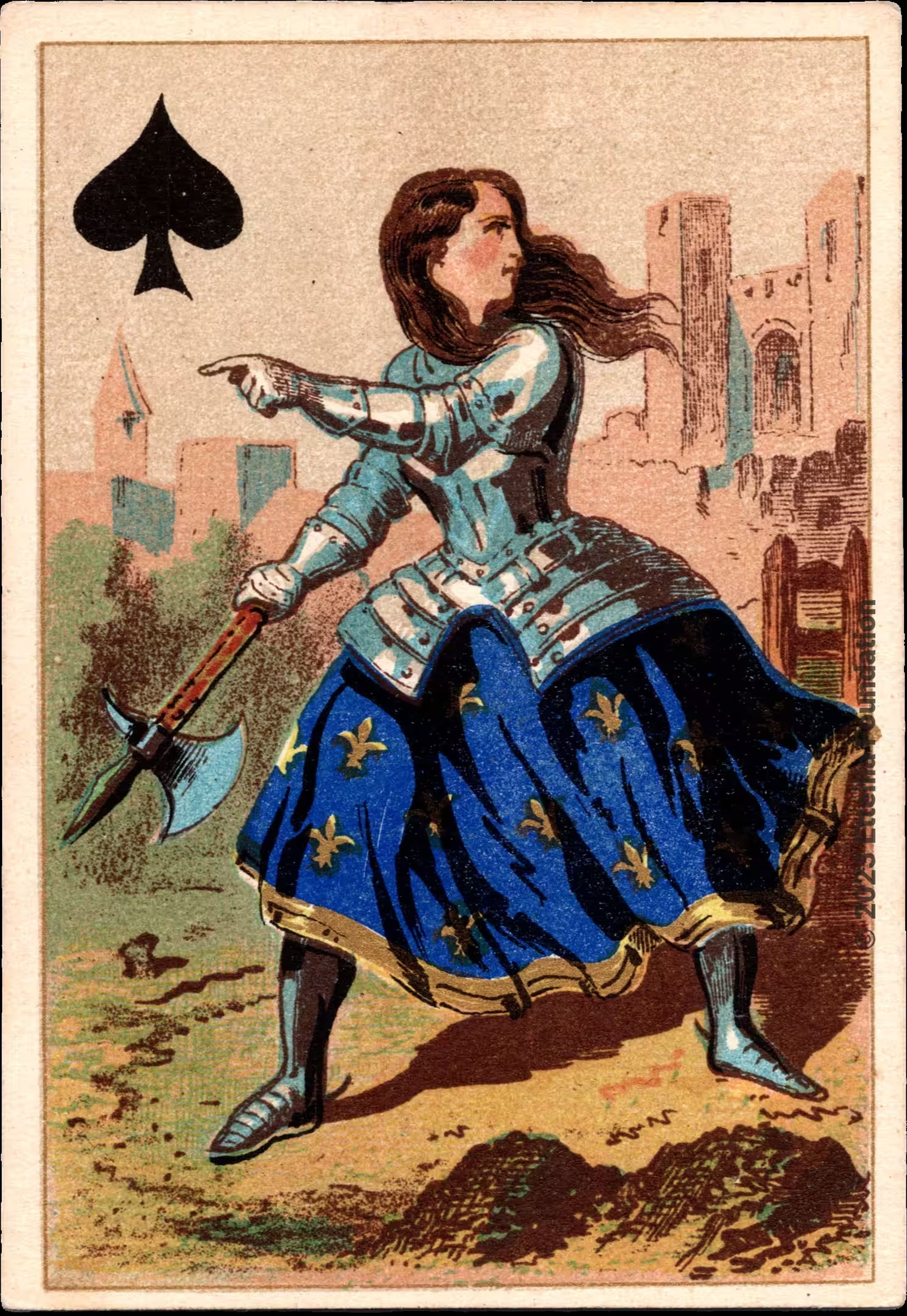
Reine de pique Jeanne Hachette

- Jeu de cartes transformées Jeanne Hachette version bleu. (Editions Grimaud 1860)[41].

- Jeu de cartes transformées Jeanne Hachette version rouge. (Editions Formmann 1872)[42].

### Cinéma
- La défense de Beauvais par Jeanne Hachette constitue le morceau de bravoure du film Le Miracle des loups de Raymond Bernard, réalisé en 1924.
- Jeanne Hachette est évoquée dans le film Les Amitiés Particulières de Jean Delannoy, adapté du roman éponyme de Roger Peyrefitte, lors de la première rencontre entre Georges et Alexandre dans un train[43]. Les enfants, s’amusant dans le compartiment, font deviner à l’un de leurs camarades le nom de la Beauvaisienne, certainement familier aux écoliers d’alors, coutumiers de la magnification de grandes figures patriotiques.